# Сталинский район (Краснодарский край)
Сталинский район — административно-территориальная единица в составе Азово-Черноморского и Краснодарского краёв, существовавшая в 1934—1960 годах. Центр в 1934—1953 годах — станица Крыловская, в 1953—1960 — станица Ленинградская
Сталинский район был образован 28 декабря 1934 года в составе Азово-Черноморского края путём выделения из Павловского района. В его состав вошли 7 сельсоветов: Белоусово-Бейсугский, Коржевский, Крыловский, Новоплатнировский, Новый, Среднечелбасский, Челбасский.
13 сентября 1937 года Сталинский район вошёл в состав Краснодарского края.
22 августа 1953 года к Сталинскому району был присоединён Ленинградский район, при этом центр района был установлен в станице Ленинградской.
12 декабря 1960 года Сталинский район был переименован в Ленинградский.